# 実話唐人お吉
『実話唐人お吉』（じつわとうじんおきち）は、1927年（昭和2年）に発表された村松春水による日本の小説である。同作を原作とし、『唐人お吉』のタイトルで、1930年（昭和5年）に河合映画製作社製作、村越章二郎監督により、1931年（昭和6年）に松竹下加茂撮影所製作、衣笠貞之助監督により、それぞれ製作・公開された日本のサイレント映画についても、本項で詳述する。

## 略歴・概要
実在する人物・斎藤きちに取材し、1927年（昭和2年）に村松春水が発表した小説である。初出の詳細は不明であるが、新感覚派の小説家・十一谷義三郎が村松から版権を買い取り、翌1928年（昭和3年）には小説『唐人お吉』を『中央公論』誌上に発表している。1929年（昭和4年）に十一谷版の『唐人お吉』が万里閣書房から上梓されたが、そこには村松が『唐人お吉を語る』を寄稿している。村松版の『実話唐人お吉』が平凡社から上梓されたのは、1930年（昭和5年）のことである。『実話唐人お吉』はこのときの単行本以外は、出版されることがなかった。
同年、河合映画製作社が村松版を原作に、日活太秦撮影所が十一谷版を原作にそれぞれ映画化、前者は同年6月6日、後者は7月1日に公開された。河合版は八尋不二が脚色し、琴糸路がお吉役を演じている。翌1931年（昭和6年）には、松竹下加茂撮影所が村松版を原作に、悪麗之助が脚色し、衣笠貞之助が監督、飯塚敏子がお吉役を演じて製作、松竹キネマが配給して、同年12月18日に公開されている。
村松原作、十一谷原作も含めて「唐人お吉」をテーマとした映画作品は、合計7作存在する。⇒ 斎藤きち#お吉を題材とした作品
『実話唐人お吉』を原作としたこの2作の映画『唐人お吉』は、いずれも東京国立近代美術館フィルムセンターに所蔵されておらず、いずれもマツダ映画社の「主な所蔵リスト」には掲載されていない。現在、鑑賞することのできない作品である。

## 1930年版
『唐人お吉』（とうじんおきち）は、1930年（昭和5年）製作・公開、河合映画製作社製作・配給による日本のサイレント映画、女性映画である。

### スタッフ・作品データ
- 監督 : 村越章二郎
- 原作 : 村松春水
- 脚色 : 八尋不二
- 撮影 : 佐竹三男
- 上映時間（巻数 / メートル） : 58分[9]（7巻 / 1,602メートル）
- フォーマット : 白黒映画 - スタンダードサイズ（1.33:1） - サイレント映画

### キャスト
- 琴糸路
- 河合菊三郎
- 松林清三郎
- 紋パリ子
- 橘喜久子

## 1931年版
『唐人お吉』（とうじんおきち）は、1931年（昭和6年）製作・公開、松竹下加茂撮影所製作、松竹キネマ配給による日本のサイレント映画、女性映画である。

### スタッフ・作品データ
- 監督 : 衣笠貞之助
- 原作 : 村松春水
- 脚色 : 悪麗之助
- 撮影 : 杉山公平
- 上映時間（巻数 / メートル） : 89分[9]（8巻 / 2,438メートル）
- フォーマット : 白黒映画 - スタンダードサイズ（1.33:1） - サイレント映画

### キャスト
- 高田浩吉
- 飯塚敏子
- 上山草人
- 中川芳江
- 坪井哲
- 堀正夫

## ビブリオグラフィ
国立国会図書館蔵書。
- 『実話唐人お吉』、平凡社、1930年

## 関連事項
- 唐人お吉 - 曖昧さ回避
- 斎藤きち#お吉を題材とした作品 - 小説・戯曲・映画のリスト

## 註
1. ↑  唐人お吉、国立国会図書館、2010年2月21日閲覧。
2. ↑  実話唐人お吉、国立国会図書館、2010年2月22日閲覧。
3. 1 2  OPAC NDL 検索結果、国立国会図書館、2010年2月22日閲覧。
4. 1 2  唐人お吉 （1930年河合版）、日本映画データベース、2010年2月22日閲覧。
5. ↑  唐人お吉（1930年日活版）、日本映画データベース、2010年2月22日閲覧。
6. ↑  唐人お吉 （1931年版）、日本映画データベース、2010年2月22日閲覧。
7. ↑  所蔵映画フィルム検索システム、東京国立近代美術館フィルムセンター、2010年2月22日閲覧。
8. ↑  主な所蔵リスト 劇映画＝邦画篇、マツダ映画社、2010年2月22日閲覧。
9. 1 2  Film Calculator Archived 2008年12月4日, at the Wayback Machine.換算結果、コダック、2010年2月22日閲覧。